# Psicología mediática
La psicología mediática es una rama de la psicología que busca la comprensión de cómo la gente percibe, interpreta, usa y responde a un mundo rico en medios.  Al hacerlo, identifica beneficios o daños potenciales, al igual que promueve el desarrollo de multimedia  positiva.
También conocida como "psicología de los medios" no sólo se limita a los medios de comunicación o al contenido de los medios; incluye todas las formas de comunicación mediada y comportamientos relacionados con la tecnología de los medios tales como el uso, el diseño, el impacto y el intercambio de comportamientos. Además, este tipo de psicología todavía está  dispersa en muchas disciplinas y muchos estudiosos que no consideran la psicología su principal área de interés realizan investigaciones sobre la influencia de los medios de comunicación en los individuos.
Diversas ramas de la psicología tienen trayectorias profesionales más definidas, la psicología de los medios de comunicación aún está en las primeras fases de determinación de su alcance y ámbito.

## Ejemplos de la psicología de los medios
- La influencia de los medios de comunicación: por ejemplo si la exposición a las representaciones de la violencia en los medios de comunicación aumenta la agresividad
- Aprendizaje a distancia: como la forma en que las lecciones presenciales deben ajustarse para que puedan comunicarse con mayor eficacia a los estudiantes en línea de diferentes grupos de edad y las formas más eficaces de configurar las plataformas de aprendizaje en línea para mantener la atención de los estudiantes y la absorción de la información.
- Impacto de las redes sociales: cómo se pueden ajustar las plataformas para que creen una imagen más completa del mundo que los silos de individuos con ideas afines que las redes sociales fomentan actualmente.
- La participación de la audiencia: por qué nos reímos y lloramos con las películas, los programas de televisión y los podcasts, cómo las historias influyen en nuestro sentido del yo, y cómo y por qué los fans de la cultura popular se unen para formar comunidades de apoyo.[4]

## División mediática
El estudio de la psicología mediática emergió como una disciplina academia y profesional debido a la demanda social y comercial de la aplicación de teoría  e investigación psicológica para averiguar el impacto de los Multimedia Masivos y de las emergentes tecnologías mediáticas. La psicología es fundamental para comprender el impacto de la integración tecnológica mediática en individuos y sociedades.  Este campo incluye todo el rango de las experiencias  humanas con los medios – incluyendo afección, cognición y comportamiento-  en actividades, eventos, teoría y práctica. Se reconoce que la gente no solo es consumidora pasiva de medios, sino también productores y distribuidoras de ellos. Por Medios se entiende a todas las formas de comunicación mediática, tales como imágenes, sonidos, gráficas y tecnologías emergentes.   
Este campo emergente representa una oportunidad significativa para usar los medios de una nueva manera, creativa mediante la comprensión de cómo la psicología y la media trabajan juntos.  Teoría psicológica puede ser aplicada a la media social emergente, aprendizaje en línea y tecnologías digitales en maneras pioneras. La psicología mediática viene de mutiles disciplinas, tales como: sociología, antropología, neurociencia, ciencia política, retórica, ciencias computacionales, comunicaciones y relaciones internacionales. 
El primer libro de APA´s dedicado al nuevo campo emergente de la psicología mediática fue “Perspectiva sobre la psicología y la  media”, editado por Sam Krischenner y   Diana Kirschner.  En diciembre de 2012, fue publicado por Oxford University Press
The Oxford Handbook of Media Psychology, editado por Karen Dill.
La división 46 APA (Asociación Americana de Psicología)  de psicología mediática, ahora Sociedad de psicología mediática y tecnológica, define su propósito como concéntrico a los roles psicológicos jugados en varios aspectos de los medios, incluyendo la tecnología tradicional y nueva. La psicología mediática aplica teorías de psicología a la comunicación mediática. Promueve la investigación del impacto de los medios en el comportamiento humano, al igual que el entendimiento de su uso, producción y distribución; para enriquecer la enseñanza, el entrenamiento y la práctica de esta disciplina. De igual manera esta nueva área del conocimiento busca nuevos campos donde puede ser aplicada, tales como los negocios, el entretenimiento, la educación y el cuidado de la salud.  La psicología mediática todavía no es un grado clínico. 
Los campos de especialización en psicología suelen estar determinados por la existencia de una práctica profesional (psicología clínica, psicología de las organizaciones, psicología educativa, etc.), en función de la especialización en dominios de conocimiento concretos (psicología social, psicología evolutiva, etc.), por la perspectiva teórica o la aproximación metodológica (conductismo, psicología crítica, psicología experimental, psicoanálisis, etc.) o por el tema u objeto de estudio (psicología transcultural, psicología militar, psicología del consumo, etc.). Probablemente la psicología de los medios podría definirse como disciplina cuyo rasgo central es la preocupación por un objeto de estudio concreto: la comunicación mediática.

En 1998, en el APA Media Psychology Division 46 task, Bernard Luskin y Lilli Firedland acuñaron el término y sentaron los precedentes para la ampliación del tema, al grado que se han creado carreras universitarias. Por ejemplo, la escuela para graduados de la universidad Fielding ofrece un doctorado y una maestría en Psicología Mediática y la Universidad de Touro ofrece una maestría en línea en Medios y psicología de la comunicación.

## Términos claves
Trabajos previos en psicología mediática tienden a concentrarse en los que es conocido como “efectos mediáticos”. Principalmente se han concentrado en el impacto que tienen los medios de comunicación masivos (tales como los comerciales y los programas de TV) en los niños.  
La exploración del contenido de los medios busca encontrar como repercute este en lo que los niños ven como normal. Temas como el sexo, el género, ciertas profesiones, al igual que clases sociales, culturales y raciales.  esto se suma a las investigaciones que ya se hacen al respecto de cómo es que las noticias y medios masivos crean la visión que el mundo tiene de ciertos país
Otra área de interés es la proliferación de nuevas tecnologías y como estas repercuten en la forma que las personas interactúan entre sí.
Recientemente la psicología evolucionaria ha sido aplicada a áreas tales como los valores en la noticias y la teoría de la naturaleza mediática.

## Literatura
- Giles, D. (2003) Media Psychology, Mahwah,NJ: Lawrence Erlbaum
- Rutledge, P. (2010) "What is Media Psychology?", Media Psychology Research Center
- Fremlin, J. (2008) "Understanding Media Psychology" APS Observer  Archivado el 1 de noviembre de 2011 en Wayback Machine..